# Заман
Заман (тур. Zaman, в перекладі «час» або «ера»), іноді стилізовано як ZAMAN — була щоденною провідною, широко розповсюджуваною (тираж становив приблизно 650 тис. примірників станом на лютий 2016 року) газетою в Туреччині до захоплення урядом 4 березня 2016 року.
Газета була заснована 1986 року й стала першою турецькою щоденною газетою, яка вийшла онлайн (1995). Видання висвітлювало національні, міжнародні, бізнесові новини та інші теми. Також мало численних постійних колумністів, які писали про поточні події, інтерв'ю та культурний розділ. Газета була відома своєю близькістю до Фетхуллаха Гюлена, лідера руху Гюлена. Спочатку Заман підтримувала Партію справедливості та розвитку (AKP), але з часом стала дедалі більше критикувати як партію, так і її лідера — турецького президента та колишнього прем'єр-міністра Реджепа Таїпа Ердогана, особливо після того, як AKP закрила розслідування щодо корупції у грудні 2013 року.
4 березня 2016 року газета була захоплена урядом, що активісти та міжнародні медіагрупи розкритикували як черговий удар по свободі преси в Туреччині. Це поглинання було мотивоване зв'язками газети з рухом Гюлена, якого уряд звинувачує у спробі створити паралельну державу в Туреччині. 27 липня 2016 року Заман була закрита згідно з указом № 668.

## Видання
Zaman була щоденною газетою, що базувалася в Стамбулі й мала спеціальні міжнародні випуски для деяких інших країн. Її друкували в 11 країнах і розповсюджували в 35.
Окрім чотирьох локацій у Туреччині, регіональні випуски друкували й розповсюджували в Австралії, Азербайджані, Болгарії, Німеччині, Румунії, Казахстані, Киргизстані, Північній Македонії, Туркменістані та США. Бюро та кореспонденти Zaman розташовувалися в таких великих світових столицях і містах, як Вашингтон, Нью-Йорк, Брюссель, Москва, Каїр, Баку, Франкфурт, Ашгабат, Ташкент і Бухарест. Газета також мала велику мережу іноземних журналістів, особливо в Росії та Центральній Азії.
Спеціальні міжнародні випуски публікувалися рідними алфавітами та мовами країн, де вони виходили. Zaman друкувалася десятьма різними мовами, включно з киргизькою, румунською, болгарською, азербайджанською, узбецькою, туркменською та казахською. Спочатку газета мала англомовне видання, але з 16 січня 2007 року цю роль перейняла англомовна щоденна газета Today's Zaman.